# Timbres de Wallis et Futuna 2007
Cet article recense les timbres de Wallis et Futuna émis en 2007 par le Service des postes et télécommunications de l'archipel.

## Généralités
Les timbres portent la mention « RF Wallis et Futuna Postes 2007 » (monogramme RF pour République française / nom du pays émetteur / millésime). La valeur faciale est libellée en franc pacifique, abréviation : XPF.
Ils sont en usage sur le courrier au départ de cette collectivité d'outre-mer rattachée à la France. 

## Légende
Pour chaque timbre, le texte rapporte les informations suivantes :
- date d'émission, valeur faciale et description,
- formes de vente,
- artistes concepteurs et genèse du projet,
- manifestation premier jour,
- date de retrait, tirage et chiffres de vente,

ainsi que les informations utiles pour une émission donnée.

## Janvier

### Pio Taofinu'u,1ercardinalocéanien
Le 20 janvier, est émis un timbre de 800 XPF pour l'anniversaire de la mort en 2006 du cardinal Pio Taofinu'u (né le 8 décembre 1923 et mort le 19 janvier 2006 d'après le timbre). Originaire des Samoa, il est fait cardinal par le pape Paul VI en 1973. Il fut le premier cardinal nommé issu d'un peuple océanien. Le timbre le représente assis dans sa pourpre cardinalice. Sur sa gauche, sont visibles ses armoiries.
Le timbre de 2,6 × 3,6 cm est dessiné par L. Logologofolau et est imprimé en taille-douce en feuille de dix exemplaires.

## Février

### Liaison télémédecine
Le 28 février est émis un timbre de 5 XPF pour annoncer la mise en place d'un service de la télémédecine en 2006. Sur un fond constitué par la carte de Wallis et Futuna, la main d'un patient fait face à celle d'un médecin. Elles sont séparées par un stéthoscope se finissant en antenne de télécommunication.
Le timbre de 3 × 4 cm est dessiné par Thierry Pambrun et imprimé en offset en feuille de dix.

## Mars

### Cour des comptes 1807-2007
Le 19 mars, dans le cadre d'une émission conjointe des sept administrations postales qui couvrent le territoire français, est émis un timbre commémoratif de 105 XPF pour le bicentenaire de la Cour des comptes. La façade du palais Cambon apparaît sur l'illustration à travers un drapeau tricolore. En bas à droite, un des symboles de cette cour chargée de vérifier l'utilisation de l'argent public : un miroir posé devant une balance de justice. 
Le timbre de 4 × 3 cm est dessiné et gravé par André Lavergne. Il est imprimé en taille-douce en feuille de quarante-huit exemplaires.
L'illustration est identique pour les sept administrations, ainsi que l'impression en taille-douce. Les autres administrations postales concernées sont la France métropolitaine (comprenant les quatre départements d'outre-mer), Mayotte, la Nouvelle-Calédonie, la Polynésie française, Saint-Pierre-et-Miquelon et les Terres australes et antarctiques françaises.

### Scène de la vie quotidienne
Le 22 mars, est émis un timbre de 75 XPF représentant une scène de la vie quotidienne : une femme en train de cuisiner.
L'œuvre de Rebecca Hoatau est mise en page sur un timbre carré de 4 cm de côté et imprimé en offset en feuille de dix exemplaires.

## Avril

### 1reliaisonaérienne régulière Nouméa-Hihifo
Le 30 avril, est émis un timbre commémoratif de 290 XPF pour le cinquantenaire de la première liaison aérienne régulière entre Nouméa en Nouvelle-Calédonie et Hihifo sur l'île Wallis, le 5 mars 1957. Sur un fond rouge est représenté le profil de l'appareil qui fut utilisé sur cette ligne : un Douglas DC-3 « Dakota » immatriculé F-BGXN. En bas à droite, le logotype de la compagnie des Transports aériens intercontinentaux (TAI, devenue UTA en 1963) est rappelé.
Le timbre de 4 × 3 cm est dessiné par Jean-Pierre Rossignol et gravé par Elsa Catelin. Il est imprimé en taille-douce en feuille de dix exemplaires.
Le premier vol Nouméa-Hihifo a fait l'objet d'un timbre émis le 19 août 2005, déjà dessiné par Rossignol.

## Mai

### Eviota et trimma
Le 22 mai, est émis un diptyque sur des espèces de « poissons coralliens non identifiés » d'après la légende, photographiés et détourés sur un fond blanc. Il s'agit d'un eviota sur le timbre de 40 XPF et d'un trimma sur celui de 50 XPF, deux espèces de la famille des Gobiidae. Ils mesurent respectivement 1,05 et 1,055 centimètre.
Les illustrations sont fournies par le Service de l'environnement de Wallis et Futuna, et mis en page sur des timbres de 4 × 1,8 cm imprimés en offset en feuille de cinq diptyques.

## Juin

### CPS Secrétariat général de la Communauté du Pacifique 1947-2007
Le 28 juin, est émis un timbre commémoratif de 155 XPF pour le 60e anniversaire de la Communauté du Pacifique Sud (CPS), également dénommé « Secrétariat général de la Communauté du Pacifique ». L'illustration reprend le logotype de la CPS et des dessins ethniques sur fond de soleil rougeoyant en haut et d'eau bleu en bas.
Le timbre de 2,7 × 4,8 cm est dessiné par Jibé Lebars, également auteur du timbre du même sujet pour la Nouvelle-Calédonie, émis le 7 février 2007. Le timbre wallisien est imprimé en offset en feuille de dix exemplaires.

## Juillet

### Lolesio Tuita
Le 30 juillet, est émis un timbre blanc et violet à légende rouge de 330 francs pacifiques en hommage à Lolesio Tuita, champion de France et champion des Jeux du Pacifique de javelot. L'illustration le montre en plein geste de lancer.
Le timbre de 3,6 × 4 cm est gravé par Pierre Albuisson pour une impression en taille-douce en feuille de dix exemplaires.

### Wallis et Futuna autrefois
Le 31 juillet, dans la série Wallis et Futuna autrefois, sont émis dux timbres reproduisant des scènes anciennes : la maison où le complot contre le Père Chanel fut organisé en 1841 sur le timbre de 190 XPF, et le sanctuaire érigé à Poï sur le lieu du martyre de ce père mariste sur le 200 XPF.
Les timbres de 5,2 × 3,2 cm sont gravés par Pierre Albuisson et Elsa Catelin. Ils sont imprimés en taille-douce.Les gravures ont été préparées par (Maurice Bunel) à partir de cartes postales anciennes.
Cette émission est la cinquième consacrée au Père Chanel par le SPT de l'archipel depuis 1955 (sept timbres au total).

## Août

### Contes et légendes du Lomipeau
Le 3 août est émis un diptyque (20 et 30 francs) représentant la légende du Lomipeau.
Le dessin est signé par Rebecca Hoatau-Kulimoetoke est reproduit sur deux timbres de 3 × 2,6 cm imprimés en offset en feuille de cinq diptyques.

### 240eanniversairede la découverte de l'île d'Uvéa par Samuel Wallis
Le 16 août, est émis un timbre pour le 240e anniversaire de la découverte de l'île d'Uvéa (nom local de l'île Wallis) par le navigateur britannique Samuel Wallis. Le timbre mêle le dessin du navire Dolphin près de l'île et le portrait de Wallis.
L'illustration de Jean-Richard Lisiak est imprimé en offset sur un timbre de 2,7 × 4,8 cm conditionné en feuille de dix exemplaires de 225 XPF chacun et en un bloc vendu 240 XPF illustré de la scène de la rencontre de Wallis et d'un habitant de l'île dont le profil cartographique entoure le timbre.

## Octobre

### Handisport
Le 11 octobre, est émis un timbre rond de 10 XPF reproduisant le logotype de la Ligue handisport de Wallis et Futuna : une course de relais en fauteuil roulant.
Le timbre rond inscrit dans un carré de 3,8 cm de côté est préparé par Maurice Bunel et imprimé en héliogravure en feuille de dix.

### Coupe du monde de rugby
Le 20 octobre, est émis un timbre de 205 XPF sur la Coupe du monde de rugby à XV 2007, organisée en Écosse, en France et au Pays de Galles entre le 7 septembre et le 20 octobre 2007. Une tentative de plaquage illustre le timbre dont les décorations permettent d'inscrire cette phase de jeu dans un ovale.
Le timbre carré de 3,6 cm de côté est dessiné par Jean-Richard Lisiak et est imprimé en offset en feuille de dix exemplaires complétée d'une vignette centrale de deux timbres de haut montrant une touche en rugby à XV.

### Blason de Monseigneur Olier Armand
Le 22 octobre, est émis un timbre de 500 XPF reproduisant, sur un fond jaune, le blason de Monseigneur Armand Olier, vicaire apostolique d'Océanie centrale de 1906 à 1911 et résidant aux Tonga. Wallis et Futuna est alors sous sa responsabilité.
Le timbre de 3 × 4 cm est dessiné par le père François Jaupitre et gravé par Elsa Catelin pour être imprimé en taille-douce en feuille de dix exemplaires.

### Sources
- La presse philatélique française, dont les pages nouveautés de L'Écho de la timbrologie et de Timbres magazine,
- le catalogue de vente par correspondance de La Poste de métropole.